# Věřitelé
Věřitelé (Fordringsägere) je tragikomická jednoaktovka švédského dramatika Augusta Strindberga z roku 1888. Tiskem vyšla poprvé v dánském překladu v roce 1889, švédsky až o rok později v březnu. Věřitelé patří mezi trojici her ze Strindbergova raně naturalistického období konce osmdesátých let devatenáctého století, jejichž ústředním tématem je boj pohlaví – kromě Věřitelů sem spadají chronologicky předcházející Otec (Fadren; 1887) a Slečna Julie (Fröken Julie; 1888) a následující Tanec smrti I, II (Dödsdansen; 1900).
Boj pohlaví (někdy uváděn jako boj mozků) označuje Strindbergovo specifické zobrazení vztahu mezi mužem a ženou jako nemilosrdný psychologický mocenský boj plný krajních podob lásky (zuřivých pudů, podezíravosti, sadismu, brutality, okouzlení, nenávisti, touhy po dominanci…) a s ním spojenou otevřenost v líčení intimních prožitků mezilidských vztahů. Morálně v těchto dramatech vítězí převážně muž, neboť žena je vyobrazena jako tvor ochromující mužskou sílu, potažmo celý patriarchální řád – tvor animální, nestálý, nerozhodný, neschopný samostatně myslet, nevěrný, který manipulací a psychologickou sugescí přivádí muže do záhuby. Těmito hrami se Strindberg stal jedním z hlavních průkopníků naturalistického dramatu.
Jednoaktovka Věřitelé pojednává o manželském trojúhelníku, v němž hlavní úlohu hraje žárlivost ústředních postav. Nejdůsledněji ze všech zmiňovaných her se zde objevuje postava ženy-upíra, která z mužů doslova vysává život. Na rozdíl od dramat předchozích je však vampýrský motiv rozšířen i na mužskou postavu, a tak se na zhroucení nejslabšího článku trojúhelníku podílí ženský i mužský element. Do Věřitelů se promítá Strindbergova osobní krize, v níž vyústilo jeho první manželství s finskou herečkou Siri von Essenovou. Tuto krizi postupně reflektoval tím, že jí adresoval své hry jako tzv. varování. Hry Manželka pana Bengta, Otec, Slečna Julie a Věřitelé měly být příkladem špatných konců, které Siri čekají, pokud ho někdy opustí. Strindberg sám hru označil jako „…naturalistickou truchlohru pro tři osoby, stůl a dvě židle…“ Označení truchlohra však později sám změnil na tragikomedie.

## Děj
Osoby:
- Tekla – žena
- Adolf – její muž, malíř
- Gustav – její bývalý muž, učitel (cestuje pod pseudonymem)

Děj:
V přímořském lázeňském hotelu se zdánlivě náhodou setkávají učitel Gustav a mladý malíř Adolf, který se v hotelu zotavuje z blíže neurčeného fyzického i psychického zhroucení. Starší Gustav se novému mladému příteli snaží pomoci znovu získat psychickou rovnováhu. Vede s ním dlouhé rozpravy o umění a od malířství přivede jeho zájem k sochařství, velmi brzy se však do jejich rozhovoru začnou vkrádat nebezpečné tóny rozebírající Adolfovo manželství. Gustav Adolfa nabádá, že do stavu absolutního vyčerpání jej dostala jeho manželka Tekla, která z něj vysála všechnu mužskou i tvůrčí sílu a která jej veřejně podvádí. Adolf se zpočátku podobné představě brání, ale pod tíhou Gustavových argumentů začne sám v dosavadním manželském soužití hledat momenty, které by příteli daly za pravdu. Adolf tak zcela propadá Gustavovým argumentům a začnou ho sžírat pochybnosti o ženině věrnosti. Zoufalý manžel požaduje důkaz a Gustav nabídne, že ho opatří – stačí, když bude Adolf z vedlejšího pokoje přihlížet výstupu, který jeho přítel sehraje s Teklou. Tak pozná pravou povahu své ženy i hloubku citu, který k němu chová. Gustav se pokusí Teklu svést a téměř uspěje, přitom také vyjde najevo, jakou hru domnělý přítel s Adolfem sehrál. Ve skutečnosti je Gustav Tekliným prvním mužem, kterého kdysi opustila kvůli Adolfovi. Dnes přichází, aby se oběma pomstil. Hra končí Adolfovým posledním zhroucením a Gustavovým prozřením o síle lásky, jež Teklu k Adolfovi poutala.

## Kompozice
Kompozice hry je velmi jednoduchá, statická. Hra má pouze jedno jednání, které sestává ze dvou dialogů mezi třemi jednajícími postavami. Pozornost je proto zaměřena bezvýhradně na obsah promluv. Je dodržena jednota času, místa i děje – vše se odehrává v jedné místnosti v reálném čase během jednoho dne a večera. Hra nemá expozici, čtenář/divák zastihuje Adolfa s Gustavem uprostřed dialogu, v jehož průběhu se odhalují předcházející témata konverzace.

## Jazyk
Po jazykové stránce jsou dialogy zkratkovité a mnohdy nesouvislé, těkající od jedné myšlenky ke druhé. Častá jsou dlouhá souvětí, střídající se s krátkými, emotivními větami. Četné jsou věty zvolací, výpustky a pomlčky. Strindberg těchto jazykových prostředků využívá záměrně, jeho cílem je snaha o dosažení co největší realističnosti v napodobení lidské řeči. Scénických poznámek je v textu minimum, většinou usměrňují emotivní zabarvení promluv, nebo popisují drobné posunky či minimální jevištní akci.

## Ukázka
Adolf
Mně ti připadá, že jí nakonec moje názory jsou proti mysli jen proto, že vycházejí ze mě, ne proto, že by snad byly nepřijatelné. Často se třeba stane, že najednou vyrukuje s nějakou mou myšlenkou z dřívějška a prosazuje ji jako svou vlastní, a někdy jí dokonce nějaký můj přítel nasadí do hlavy moji myšlenku, přímo ode mě získanou, a to se jí pak hned líbí. Všecko se jí líbí, jen když to nepochází ode mě.
Gustav
Znamená to, že ve skutečnosti nejsi šťastný?
Adolf
Ale ano, jsem! Dostal jsem tu, kterou jsem chtěl, a nikdy jsem si nepřál žádnou jinou.
Gustav
A nikdy jsi nezatoužil se jí zbavit?
Adolf
Ne, to nemůžu říct. Ba jo, občas si představuju, že by to byla jistá úleva – ale sotva odejde, začnu po ní toužit a toužím po ní jako po svých vlastních nohou a rukou. Je to zvláštní, ale někdy mi připadá, jako by ona sama nebyla vůbec nic, jako by byla jen částí mě, nějaká víla, jako by mě zbavila vůle, chutě do života, jako bych jí dal do zástavy samotné to životní jádro, co známe z anatomie.
Gustav
Možná to tak nakonec bude.
Adolf
Ale jak je to jen možné? Je přece samostatná bytost, má spoustu vlastních myšlenek, a když jsem ji poznal, byl jsem já absolutní nicka, umělecké nemluvně, to ona mě vychovala.
Gustav
Jenže potom jsi její myšlenky rozvinul a vychoval jsi ty ji, ne?
Adolf
Ne! Ona zakrněla, přestala se vyvíjet, a já jsem šel dál.

## O díle (analýza)
Věřitele napsal Strindberg bezprostředně po Slečně Julii v srpnu 1888, a proto v nich stejnou měrou uplatňuje zásady naturalistické divadelní reformy, které zformuloval právě v předmluvě ke Slečně Julii. Pravý naturalismu spatřuje Strindberg právě v psychologickém zachycení boje pohlaví. Ve snaze zobrazit na jevišti pravého moderního člověka, tak jak jej sám autor vnímal, vytváří moderní charaktery, jež v sobě mísí různé a mnohdy nesourodé názory a jsou silně determinováni svým okolím a minulostí.
„Jako moderní charaktery, žijící v přechodné době, přinejmenším uspěchanější a hysteričtější než ta předešlá, jsem své postavy vylíčil coby rozkolísanější a rozpolcenější, utvářené ze starého a nového… Mé duše (charaktery) jsou konglomeráty kulturně vývojových stupňů minulých i současných, útržků z knih a časopisů, kousků lidí, cípků utrhaných ze svátečních šatů, které se proměnily v hadry, přesně tak, jak je poskládaná i lidská duše. Kromě toho poskytují také něco zpráv o původu a růstu: nechávám slabšího okrádat silnějšího a opakovat po něm slova, nechávám duše, aby si braly „ideje“ neboli sugesce jedna od druhé…“
Manželský trojúhelník Gustav–Tekla–Adolf demonstruje vypjatý subjektivismus Strindbergovských postav – nejdůležitější je prosadit svá práva, svou pravdu, svůj pohled na věc i za cenu vlastního sebezničení. V tomto mocenském souboji není místo na kompromis či odpuštění, křivdy si postavy vláčí s sebou po léta (Gustav) dokud nevyústí v konečnou katastrofu. Setkání dvou charakterů má vždy destruktivní povahu. Člověk jakoby neměl jinou možnost, než neustále bojovat až na dřeň o důstojné místo v partnerském soužití, nebo se bezvýhradně podřídit svému partnerovi a vzdát se vlastní identity.

## Světová premiéra
Světová premiéra Věřitelů, stejně jako řady dalších Strindbergových dramat, neproběhla ve Švédsku. 9. 3. 1889 uvedlo hru kodaňské divadlo Dagmar. První švédské nastudování proběhlo až o rok později, 25. 3. 1890 ve Švédském divadle ve Stockholmu.

## Česká uvedení hry
Českou premiéru uvedlo 4. listopadu 1919 pražské Švandovo divadlo v režii Jana Bora. Bor režíroval i druhé české nastudování jednoaktovky, tentokrát ve vlastním překladu v Městském divadle na Královských Vinohradech v roce 1925. Z novodobých nastudování byla kritikou reflektována dvě – z roku 1989 v režii Jana Nebeského v Divadle E. F. Buriana (dnešní divadlo Archa) a z roku 1996 v režii Roberta Russela, jež uvedlo Divadlo v Řeznické.
Rozhlasová inscenace Věřitelů byla v roce 2012 uvedená v rámci pořadu Tanec života a smrti Augusta Strindberga na stanici Čro 3 – Vltava (Režie: Kateřina Dušková, Obsazení: Ivan Trojan, Jan Meduna, Dana Černá). Pořad byl vysílán u příležitostí stého výročí úmrtí Augusta Strindberga v rámci projektu Severský rok na Vltavě.

## České překlady
- Václav Vydra, B. Wanglová – 1919 (Totožnost druhého překladatele je neznámá, překladatel svou identitu skryl za ibsenovský pseudonym B. Wanglová, což je starší dcera doktora Wangela z Ibsenovy hry Paní z moře.)[1]
- Jan Bor – 1925
- Petr Svojka – 1972
- František Fröhlich – 1989